# Ralph Nader
Ralph Nader (Winsted, 27 de febrero de 1934) es un abogado, activista y político estadounidense de origen libanés que se opone al poder de las grandes corporaciones y ha trabajado durante décadas a favor del medio ambiente, los derechos del consumidor y la democracia. Nader también ha criticado duramente la política exterior estadounidense, que él ve como corporativista, imperialista y contraria a los valores fundamentales de la democracia y los derechos humanos.
Nader fue el candidato presidencial del Partido Verde en las elecciones presidenciales de Estados Unidos de los años 1996 y 2000 (en ambas elecciones, Winona LaDuke era su candidata a vicepresidente). Sin embargo, en 2004, el Partido Verde propuso a David Cobb, y Nader se presentó como candidato independiente en las elecciones presidenciales de 2004. En algunos estados, Nader consiguió entrar en listas gracias a ganar como candidato de un partido político alternativo, como el Partido Reformado (Partido Reformista) y en otros, llegando a formar un Populist Party (Partido Populista). Su candidato a la vicepresidencia en 2004 fue el activista del Partido Verde Peter Camejo.

## Inicios
Ralph Nader nació en Winsted, Connecticut. Sus padres, Nathra y Rose Nader, eran inmigrantes árabes libaneses. Su padre trabajaba en una fábrica textil cercana y en cierto momento fue dueño de una panadería y restaurante donde animaba a sus clientes en discusiones sobre cuestiones políticas. Tenía tres hermanos:
- Shafeek Nader, el hermano mayor de Nader y el fundador de La Fundación Shafeek Nader por el Interés Comunitario. Murió de cáncer de próstata en 1986.[2]
- Laura Nader Milleron, doctorada y catedrática de antropología en la Universidad de Berkeley en California.[3]
- Claire Nader, también doctora, fundadora del Council for Responsible Genetics.[4]

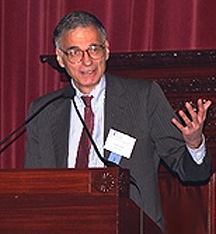
Ralph Nader.

Ralph se licenció en la Universidad de Princeton en 1955 y en la Escuela de Derecho Harvard en 1958. Durante su tiempo en Princeton, se rumoreaba que él tenía su propia llave para la biblioteca principal. Sirvió en la Armada de Estados Unidos durante seis meses en 1959, entonces empezó a trabajar como abogado en Hartford. En Current Biography, de 1986, cuenta que cuando dejó la Armada en 1959, Nader, que es famoso por su frugalidad y su objeción al comercialismo, realizó una última visita al economato de la Armada y compró doce pares de zapatos y cuatro docenas de sólidos calcetines militares de algodón, que, todavía por entonces a mitad de los ochenta, no había gastado. Entre 1961 y 1963, fue profesor adjunto de Historia y Gobierno en la Universidad de Hartford. En 1964, Nader hizo autostop hasta Washington D. C. y consiguió un trabajo para el entonces Ayudante del Ministro de Trabajo Daniel Patrick Moynihan. Más tarde hizo de escritor freelance escribiendo para The Nation y la Christian Science Monitor. En el presente ha estado escribiendo para The Progressive Populist. Nader también asesoró a un subcomité del Senado sobre seguridad automovilística. A principios de los ochenta, Nader encabezó un poderoso grupo de presión contra la parbación FDA que permitiría experimentación a escala masiva de implantes de lentes artificiales.

## Enfrentamiento con la industria automovilística

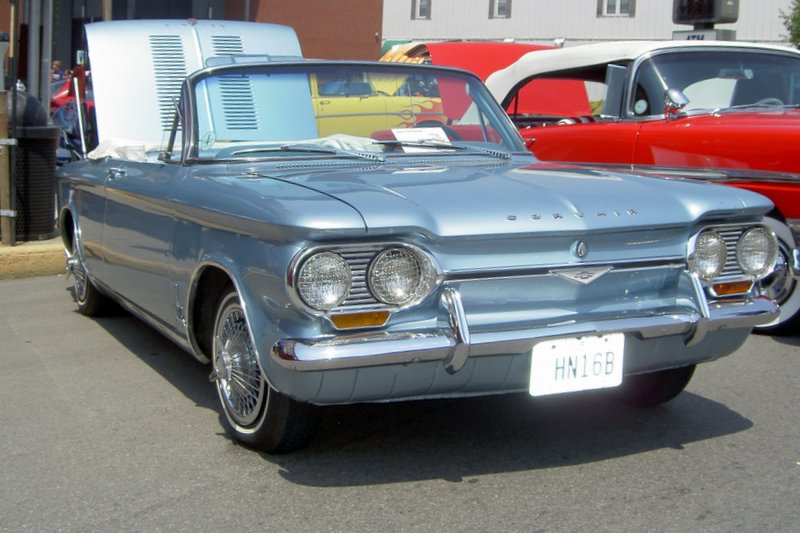
Chevrolet Corvair. Nader criticó por inseguro el diseño de este vehículo en su libro Unsafe at any speed.

En 1965 puso a la venta Inseguro a cualquier velocidad, un estudio que alegaba que muchos automóviles americanos, especialmente los de General Motors, eran fundamentalmente defectuosos. GM intentó desacreditar a Nader, contratando detectives privados para investigar su pasado e intentar atraparle en alguna situación comprometida, pero el esfuerzo fracasó. Como aprendizaje de este acoso, Nader demandó con éxito a la compañía por invasión de su intimidad, forzándola a que se disculparan públicamente, y usó buena parte de sus $ 284.000 del acuerdo alcanzado para expandir sus esfuerzos para con los derechos del consumidor. El pleito de Nader contra GM fue en última instancia decidido por la alta Corte de Nueva York, cuya opinión en el caso amplió los supuestos de violación de la intimidad que pueden ser remediados por agravio. Nader v. General Motors Corp., 307 N.Y.S.2d 647 (N.Y. 1970).

## Movimiento activista
Centenares de jóvenes activistas, inspirados en el trabajo de Nader, llegaron a DC para ayudarle con otros proyectos. Se conocerían como «Nader Raiders» y, liderados por Nader, investigaron la corrupción por todo el gobierno, publicando docenas de libros con sus resultados:
- Nader's Raiders (Federal Trade Commission)
- Aire desapareciendo (National Air Pollution Control Administration)
- El festín químico (Food and Drug Administration, FDA.)
- La Omisión Comercial Interestatal (Interstate Commerce Commission)
- Vejez (residencias de tercera edad)
- Los señores del agua (Contaminación del agua)
- ¿Quién dirige el Congreso? (Congreso)
- Denunciando Ilegalidades dentro de tu empresa (Castigo de los que denuncian ilegalidades dentro de su propia empresa)
- Los peces gordos (Ejecutivos corporativos)
- Ruta de colisión (Federal Aviation Administration)
- Sin refutar (Abogados corporativos)
- Destruyan la selva (Destrucción de los ecosistemas mundialmente)
- Operación: nuclear (Creación de un Misil Nuclear)

En 1971, Nader fundó la ONG Ciudadano Público como organización que abarque todos esos proyectos. Hoy en día, Ciudadano Público tiene más de 150,000 miembros y numerosos investigadores investigando el Congreso, la salud, el medio ambiente, la economía y otras cuestiones. A su trabajo se le reconoce el haber ayudado a aprobar el Acta de Bebida Segura y el Acta de Libertad de Información y provocar la creación de la Administración de Seguridad Laboral y Salud, la Agencia de Protección medioambiental, y la Comisión de Seguridad de Productos de Consumo. Sus varias divisiones incluyen:
- Arriba Compradores
- Grupo de Acción Ciudadana
- Congress Watch
- Proyecto de Energía de Masa Crítica
- Global Trade Watch
- Grupo de Investigación de la Salud
- Grupo de Litigio
- Grupo de Investigación de Reforma de Impuestos
- Centro del Visitante

### Organizaciones sin ánimo de lucro
En 1980, Nader renunció como director de Ciudadano Público para trabajar en otros proyectos, especialmente para hacer campaña contra los peligros de las grandes corporaciones multinacionales. Se fue para empezar una variedad de organizaciones sin ánimo de lucro:
- Servicio de Noticias de Capitol Hill
- Proyecto de Investigación de Responsabilidad Corporativa
- Centro de derechos de los Discapacitados
- Fundación de Justicia Igualitaria
- Georgia Legal Watch
- Coalición Nacional de Ciudadanos para la Reforma de las Residencias para la Tercera Edad
- Coalición Nacional para Universidades en el Interés Público
- PROD (seguridad de camiones)
- Grupo de Acción de Profesionales Retirados
- La Fundación Shafeek Nader por el Interés Comunitario
- Congress Accountability Project
- Citizen Advocacy Center
- Pension Rights Center
- Foundation for Taxpayers and Consumer Rights
- Center for Auto Safety
- 1969: Center for the Study of Responsive Law
- 1970s: Public Interest Research Groups
- 1970: Connecticut Citizen Action Group
- 1971: Center for Science in the Public Interest
- 1971: Aviation Consumer Action Project
- 1972: Clean Water Action Project
- 1972: Center for Women's Policy Studies
- 1980: Multinational Monitor (revista que cubre investigaciones a corporaciones multinacinales)
- 1982: Trial Lawyers for Public Justice
- 1982: Essential Information (fomenta el activismo ciudadano y realiza periodismo de investigación)
- 1983: Telecommunications Research and Action Center
- 1983: National Coalition for Universities in the Public Interest
- 1989: Princeton Project 55 (servicio público de alumnos)
- 1993: Appleseed Foundation (cambio a nivel local)
- 1994: Resource Consumption Alliance (conservación de la flora)
- 1995: Center for Insurance Research
- 1995: Consumer Project on Technology
- 1997?: Government Purchasing Project (fomenta al gobierno a comprar productos seguros y saludables)
- 1998: Center for Justice and Democracy
- 1998: Organization for Competitive Markets
- 1998: American Antitrust Institute (asegura una competición justa en el mercado)
- 1999?: Arizona Center for Law in the Public Interest
- 1999?: Commercial Alert (protege a la familia, comunidad, y democracia de las corporaciones)
- 2000: Congressional Accountability Project (lucha contra la corrupción en el Congreso)
- 2001?: League of Fans (Organismo de Control de la Industria del Deporte)
- 2001: Citizen Works (Promueve la cooperación entre ONG, crea soporte desde la calle, y crea nuevos grupos)
- 2001: Democracy Rising (sostiene reuniones para educar y devolver el poder a los ciudadanos)

## Defensa del consumidor, interés público, y acción cívica
Ralph Nader apareció con Bob McGrath en un episodio de 1988 de Barrio Sésamo, cantando “People in Your Neighborhood”. Para el episodio, Nader incluyó un verso sobre los derechos del consumidor, único para una canción sobre repartidores de correos y bomberos. Nader desde entonces ha criticado el tipo de patrocinadores que ha aceptado el programa, como McDonald's y Discovery Zone.
A causa de que muchos de sus trabajos iniciales involucraban apoyo para proteger a los consumidores (y trabajadores) de productos inseguros, Ralph Nader es considerado un “defensor del consumidor”. Esta descripción no debería ser malentendida para sugerir que Nader defiende el consumo masivo. Por el contrario, su mensaje de compromiso social (activismo cívico en el interés público), como su severa crítica a las corporaciones “rapaces”, llama a la resistencia contra la cultura del consumidor conducida comercialmente. El “consumidor” que identifica Nader no debería ser concebido como un comprador compulsivo, sino más bien como un participante activo en instituciones democráticas. Por ejemplo, en su crítica a las noticias dadas por televisión como mayormente sensacionalismo vacío, Nader reconoce que la mayoría de los estadounidenses podrían haber sido entrenados para comportarse como “consumidores” pasivos de lo que pasa por las noticias, pero la llamada de Nader por el compromiso urge a la ciudadanía para trabajar juntos para organizar una producción de noticias desde la comunidad.

## Libros
Nader ha sido autor y coautor de numerosos libros. Algunos de esos libros son:
- Acción por el Cambio (con Donald Ross, Brett English, y Joseph Highland)
- Canada Firsts
- Despertar Cívico
- Ruta de Colisión (con Wesley Smith)
- El Poder de las Corporaciones en América (conMark Green)
- Quebrando el Partido: Toma del Gobierno Corporativo en una Era de Rendición
- Acortando el Bienestar Corporativo
- En Persecución de la Justicia
- Nader en Australia
- Sin Refutar: Abogados corporativos y Perversión de la Justicia en América (con Wesley Smith).
- Proyecto del Congreso de Ralph Nader
- Ralph Nader Presenta: Una Guía Ciudadana par Hacer Presión
- Domando a la Corporación Gigantesca (con Mark Green y Joel Seligman)
- Los Peces Gordos (con William Taylor)
- La Responsabilidad del Consumidor y de las Corporaciones
- El Comprador Frugal (con Wesley Smith)
- La Buena Lucha: Declara tu Independencia y Termina con el Vacío de la Democracia
- El libro Limón
- La Amenaza de la Energía Atómica (con John Abbotts)
- El Lector de Ralph Nader
- Inseguro a Cualquier Velocidad
- Veredictos sobre los Abogados
- Denunciando Ilegalidades Dentro de tu Empresa (con Peter J. Petkas y Kate Blackwell)
- Quién está Envenenando America (con Ronald Brownstein y John Richard)
- Ganando el Juego de las Aseguradoras (con Wesley Smith y J. Robert Hunter)
- Tú y Tu Pensión (con Kate Blackwell)

## Aspiraciones presidenciales

### 1972
En las elecciones presidenciales de 1972 de los Estados Unidos, el senador George McGovern, el candidato presidencial Partido Demócrata, ofreció hacer de Nader su candidato a la vicepresidencia después de que él fuera rechazado por un cierto grupo de políticos. Nader, que era (y permanece en el 2008) registrado como candidato independiente, rechazó la oferta citando su compromiso con varios pleitos que en ese momento le ocupaban su trabajo.

### 1990
Nader consideró lanzar un tercer partido sobre cuestiones de poder ciudadano y derechos del consumidor. Él indicaba que el Partido Demócrata se había convertido en uno "en tal bancarrota, que no importa si gana ninguna elección." Sugirió que un tercer partido serio podría afrontar necesidades como una reforma de la financiación de partidos, los derechos de los trabajadores y de los que denuncian ilegalidades dentro de su empresa, y reformas de los juicios de acciones de clases.

### 1992
Nader prosiguió una campaña minoritaria de firma de "Ninguno de los de Arriba" en las primarias de Nueva Hampshire de 1992, que tuvo el efecto no intencionado de resultar en varios miles de votos para el propio Nader. Sorprendentemente, dada las notorias visiones izquierdistas de Nader, recibió más votos del Partido Republicano que de los Demócratas.

### 1996
Nader fue elegido como candidato a Presidente de los Estados Unidos por el Green Party durante las elecciones presidenciales de 1996. Aun así, no fue erigido como candidato formal por el Green Party USA, que era, por entonces, el mayor grupo nacional Verde; en cambio fue candidato independiente en varios partidos Verdes estatales (en algunas regiones, apareció en la votación como independiente). Sin embargo, muchos activistas en el Green Party USA trabajaron activamente para hacer campaña por Nader ese año. Nader fue cualificado para aparecer en la votación en relativamente pocos estados, cosechando menos de un 1 % del voto, aunque el esfuerzo provocó ganancias en organización significantes para el partido. Nade rechazó aumentar o gastar más de $5,000 en su campaña, presumiblemente para evitar sobrepasar el límite umbral que le haría entrar en el informe de requerimientos de la Federal Elections Commission; el comité no oficial del Anteproyecto de Nader podía (y así fue) gastar más que eso, pero se le impidió legalmente coordinarse de ninguna forma con el propio Nader.

### 2000
Nader se presentó de nuevo en las elecciones presidenciales de 2000 como el candidato para el Green Party, que había sido creado en la estela de su campaña de 1996. Esta vez recibió 2.7 % del voto, no llegando al 5 % que se necesita para dotar al Green Party para el patrocinio federal en las siguientes elecciones.
Nader hizo campaña contra el dominio del poder corporativo y habló de la necesidad de una reforma de la financiación de campañas, justicia medioambiental, asistencia sanitaria universal, casas a precio asequible, educación gratuita mediante la escuela, los derechos de los trabajadores, legalización del cannabis, y un desplazamiento de los impuestos para situar la carga más pesada en las corporaciones en vez de en las clases medias y de baja renta. Se opuso al comercio de emisiones que hacen más rentable contaminar que conservar, y facilidades para recursos poseídos públicamente.
La carrera extremadamente igualada entre los dos grandes candidatos, Al Gore y Bush, ayudó a crear una controversia adicional alrededor de la campaña de Nader. Antes de las elecciones, una serie de los que apoyaban a Gore afirmaron que Nader no tenía ninguna posibilidad realista de ganar en las elecciones, así que los que apoyaban a Nader deberían votar a Gore, la teoría era que una victoria de Gore era preferible a una victoria de George W. Bush. Muchos políticos liberales prominentes, activistas, y celebridades hicieron valer este argumento en los estados donde no estaba claro un vencedor (llamados swing states). Nader y muchos de sus colaboradores, sin embargo, alegaron que mientras que Gore era quizás marginalmente preferible a Bush, las diferencias entre los dos no eran suficientemente grandes como para merecer el apoyo a Gore.
Cuando fue desafiado con quejas de que estaba quitando votos a Al Gore, Nader respondió que los votos de los que preferían a Nader no "pertenecen" a Gore, y que sería mucho más certero decir que Gore estaba intentando quitar votos a Nader, al asustar a los votantes para votar al mal menor. Nader sugirió a veces que su campaña estaba ofreciendo una oportunidad de salvar al Partido Demócrata, pero en otras dio el argumento contradictorio de que el partido no valía salvarlo. Cuando Nader argumentó que llevaría a los Demócratas "de cara al fuego", estaba sugiriendo que quería llevar al Partido Demócrata a una dirección más progresista. Sin embargo, en otros momentos, dijo que, como el Partido Demócrata había caído tan bajo y se había endeudado tanto con el poder de las corporaciones en su opinión, el Partido Demócrata merecía seguir el Camino del United States Whig Party- Presentándose como el candidato para el Green Party en 2000, Nader indicó que apoyaría a los candidatos del partido que se presentaran incluso contra el más progresista de los demócratas, como Paul Wellstone y Russ Feingold.
Tal y como resultó, el número total de votos a Nader excedió el margen que consiguió Bush sobre Gore en Florida (como también ocurrió con cada otro de los partidos no mayoritarios) y en Nueva Hampshire, lo que significó que, si todo lo demás hubiera permanecido igual, Gore habría ganado el voto del Colegio Electoral (y por lo tanto la presidencia) si incluso una pequeña fracción (tan pequeña como el 1 %) de los 97.488 partidarios de Nader en Florida hubieran votado a Gore, o si una mayor fracción de los 22.198 partidarios de Nader en Nueva Hampshire lo hubieran hecho.
Muchos analistas creyeron que un substancial número de los partidarios de Nader hubieran preferido elegir a Gore sobre Bush. Incluso Nader, tanto en su libro Quebrando el Partido, y en su sitio web, afirmó: "En el año 2000, encuestas a pie de urna indicaron que el 25 % de mis votantes hubieran preferido votar a Bush, el 38 % a Gore y el resto no habría votado a nadie. ". La mayoría de los analistas políticos y expertos creen que la presencia de Nader en la votación en Florida en 2000 fue uno de muchos factores que, combinados, dieron la victoria a Bush. Por su parte, los partidarios de Nader contrarrestaron con que, en vez de echar la culpa a Nader, Gore debería aceptar la responsabilidad de su propio fracaso, al no ganar en su estado natal Tennessee, que según ellos, fue un "desencadenante". Los partidarios de Nader también mantuvieron que los demócratas deberían haber ganado con facilidad las elecciones contra Bush (a quien Nader se refirió durante su campaña como "una corporación enorme enmascarada como un ser humano"), con una mejor campaña o con un candidato mejor que Gore, del que nombraron una serie de equivocaciones durante la campaña, incluyendo en sus debates con George W. Bush. Los partidarios de Nader dijeron que los temas tratados en la campaña de Gore eran mayormente una criatura del "centrista" y sostenido por corporaciones Democratic Leadership Council, que había presidido una vez el entonces Gobernador de Arkansas Bill Clinton. Las elecciones presidendiales de 2000 fueron acosadas por la situación en que dejaron los resultados del estado de Florida de ese año, y algunos partidarios de Nader sugirieron que los demócratas deberían acusar a la Corte Suprema de llamar a un alto en el recuento de Florida, declarando ganador a Bush de ese modo.
Anticipándose a la situación de Florida de 2004, algunos votantes intentaron minimizar el problema "Spoiler" (Esquirol) comprometiéndose en un "voto parejo," estratégico, o también llamado Comercio de Nader, en que los votantes que se inclinaban por Nader en los estados clave (swing states) acordarían votar a Gore de manera que votantes con inclinación por Gore en estados donde Bush estaba asegurado lo hicieran por Nader. Esta idea estratégica, que fue apoyada por el profesor de derecho Jamin Raskin, se basaba en la observación de que, bajo el sistema del colegio electoral, votos individuales para un candidato presidencial perdedor en un estado dado (o votos individuales "excedentes" para el ganador de un estado) son necesariamente malgastados. Incluso aunque el "Comercio de Nader" tenía el potencial teórico de permitir ganar las elecciones a Al Gore y al mismo tiempo hacer ganar al Green Party el 5 % que conduciría a una concesión de la convención del fondo partidos FEC, el propio Nader rechazó promocionar la idea de "comercio de votos" en 2000. Nader y su campaña explicaba que estaban presentándose en todos los estados y que animaban a los votantes a votar de acuerdo a su conciencia.
El eslogan de "Un voto por Nader es un voto por Bush", que los partidarios de Gore instaron contra Nader, era un caso del llamado fenómeno efecto spoiler (Esquirol), en unas elecciones donde más de dos candidatos se presentan y donde se tema que la presencia de más de un candidato con visiones relativamente similares dividiría el voto que es proyectado "contra" otro candidato, que se convierte en el beneficiario del voto dividido. Tales temores acosan a menudo a los partidos minoritarios o candidatos independientes, especialmente aquellos perecibidos como los con que van a atraer la mayoría de su respaldo de zonas que de otro modo apoyarían uno u otro candidato. Así pues, los partidarios de Gore intentaron persuadir a los votantes que preferían a Nader para votar a Gore para prevenir la elección del "mayor mal" (referido a Bush). Algunos Demócratas intentaron convertir a aquellos que apoyaban a Nader afirmando que haciéndolo eran "engañados" por el Partido Republicano.
Irónimamente, los Verdes (Green Party) en algunos estados se convirtieron en partidarios de David McReynolds, el candidato del Partido Socialista EUA en la carrera presidencial, y usaron tácticas similares para intentar presionar a los partidarios de McReynolds "hacer cola" y apoyar a Nader. (Aunque lo que sus partidarios argumentaban era que no había evidencias de que Nader y McReynolds tuvieran algo más que un respeto de "adversarios amigables" entre ellos.)

### 2004
Nader anunció el 24 de diciembre de 2003 que no se presentaría como candidato presidencial para el Green Party; sin embargo, no descartó presentarse como candidato independiente. El 24 de febrero de 2004, Nader anunció en el programa Meet the Press de la NBC que de hecho se presentaría como candidato presidencial independiente, diciendo, "Hay demasiado poder y riqueza en demasiado pocas manos." A causa de las controversias sobre la división del voto en el 2000, muchos demócratas exhortaron a Nader a abandonar su candidatura. El presidente del Comité Nacional Demócrata, Terry McAuliffe, argumentó que Nader tenía una "distinguida carrera, peleando por las familias trabajadoras" y McAuliffe "odaría ver que parte de su legado sea que nos mantuvo ocho años con George Bush."
El 19 de mayo de 2004, Nader se reunió con John Kerry en Washington D.C en una sesión privada, para tratar el factor de Nader en las elecciones de 2004. Nader rechazó retirarse de la carrera, citando específicamente la importancia que tenía para el la retirada de las tropas de Irak. La reunión en sí terminó en desacuerdo. El mismo día, se formaron dos grupos de inclinación demócrata, el Fondo de Progreso Nacional y el Equipo de Acción Demócrata. Los dos grupos buscaron reducir el efecto de Nader en los votantes del Partido Demócrata que podrían ser convencidos para votar a Nader. Al día siguiente, la campaña Stop Nader del Equipo de Acción Demócrata anunció que promocionarían anuncios en la televisión de los estados clave del campo de batalla.
El 21 de junio de 2004, Nader anunció que Peter Camejo, anteriormente dos veces candidato gubernamental para el Partido Verde Californiano, sería su candidato a vicepresidente. Poco después de ese momento, Nader anunció que aceptaría (aunque no lo buscaba activamente) el respaldo, pero no nominación, de los Verdes (Partido Verde) como su candidato presidencial. Sin embargo, más tarde en junio, la convención nacional del Partido Verde rechazó a Nader, cuyos partidarios estaban votando a "nadie" (Ralph Nader), como candidato en favor de David Cobb, un abogado y activista del Partido Verde. El fracaso de Nader para obtener la nominación del Partido Verde significó que no podría tomar la ventaja del acceso a las elecciones del que gozaba en Partido Verde en 22 estados, y que tendría que conseguir acceso a las elecciones en éstos de forma independiente.

#### Acceso a las elecciones
El 5 de abril de 2004, Nader fracasó en un intento de entrar en las elecciones de Oregón. "Reglas no escritas" descalificaron unas 700 firmas de votantes, habiendo sido cada una de ellas verificadas por funcionarios de las elecciones del condado, las cuales estaban firmadas y fechadas en todas las hojas, con una declaración jurada de autenticidad (incluso en muchos casos con un sello del condado). Esta resta dejó a Nader a 218 firmas de conseguir las 15,306 necesitadas. Nader juró reunir las firmas necesarias en una petición. El Secretario del Estado Bill Bradbury descalificó muchas de sus firmas como fraudulentas; la Corte del Circuito del Condado Marion dictaminó que esta acción fue inconstitucional porque el criterio para las descalificaciones de Bradbury estaban basadas en "reglas no escritas" no fundadas en el código electoral, pero la Corte Suprema del estado dio marcha atrás a esa sentencia. Nader apeló esta decisión a la Corte Suprema de los Estados Unidos, pero ninguna decisión llegó antes de las elecciones de 2004.
El 18 de septiembre de 2004, la Corte Suprema de Florida ordenó que Nader debería ser incluido en las elecciones en Florida como candidato del Partido Reformado. La corte rechazó los argumentos de que el Partido Reformista no cumpliera los requisitos del código electoral de Florida para el acceso a las elecciones — que el partido debe ser un "partido nacional" y que debe haber nominado a su candidato en una convención nacional — y que por tato Nader debería haber intentado presentarse como candidato independiente. Específicamente, la corte estableció que el término "partido nacional" debe ser interpretado tan abiertamente como fuera posible. El Partido Reformado tiene acceso a las elecciones en solo algunos estados.
En las elecciones nacionales, Nader apareció como posible candidato en 34 estados y en el Distrito de Columbia. El acceso a las elecciones se convirtió en última instancia en una de las cuestiones más significativas de la campaña de Nader - en su discurso de promesas, Nader caracterizó el acceso a las elecciones como una "cuestión de libertad ciudadana" y apuntó que los intentos de los demócratas por desafiar su acceso a las elecciones fueron rechazados en una "aplastante mayoría" de las cortes de los estados.

#### Efecto en los candidatos de los partidos mayoritarios
La expectativa entre muchos analistas era que la candidatura de Nader beneficiaría a Bush tomando más votos de Kerry que de Bush. Dando crédito a esa opinión, una organización republicana de Míchigan trabajó para reunir firmas para pedir el acceso de Nader a las elecciones en Míchigan después de que los abogados del Partido Demócrata derrotaran el esfuerzo de Nader para aparecer en ella como candidato al Partido Reformado.  En Arizona, según un artículo de Max Blumenthal que apareció en un sitio web a favor de Kerry dos semanas después de las elecciones de 2004, una compañía llamada Voters Outreach of America encabezada por un anteriormente director ejecutivo del Partido Republicano de Arizona se había involucrado en recoger las firmas para Nader.  El artículo del señor Blumenthal basaba esta alegación en unas fuentes anónimas y nunca proporcionó evidencias adicionales. Lo que se sabe del acceso a las elecciones de Arizona en 2004 da crédito a la noción de que los partidarios de Kerry no querían a Nader en las elecciones, porque algunos abogados trabajando en nombre del Partido Demócrata tuvieron éxito en su intento por bloquearle el acceso a las elecciones en el estado de Arizona, aunque Nader había aparentemente mandado firmas más que suficientes para que se le concediera el derecho.
Grupos del Partido Demócrata exhortaron a los votantes a preocuparse del llamado "efecto spoiler", como por ejemplo el grupo llamado "Arriba para la Victoria", que fueron específicamente creados para disuadir a la gente de votar por Nader y echarle de las elecciones en tantos estados como fuera posible. Estos grupos, así como algunos periodistas, apuntaron que la clasificación FEC mostraba que la campaña de Nader había aceptado contribuciones de campaña de varios donantes individuales que también contribuían a la campaña de Bush, incluyendo una donación de un individuo que había ayudado a pagar anuncios televisados por Swift Boat Veterans for Truth que atacaron contra el registro del servicio militar de Kerry en la guerra de Vietnam y la actividad subsecuente de Kerry en los años 1970 como líder del grupo contra la guerra Veteranos de Vietnam en Contra de la Guerra. La campaña de Nader contestó que John Kerry había recibido muchísimo más dinero en 2004 de donantes individuales al Partido Republicano que el propio Nader, y que Nader de hecho estaba rechazando toda ayuda republicana organizada.
En Florida y en otros varios estados, el acceso a las elecciones de Nader llegó por su candidatura por el Partido Reformado. El candidato del Partido Reformado había sido el conservador Pat Buchanan; algunos demócratas anti-Nader tomaron esto como evidencia de que Nader estaba siendo ayudado por partidarios de Bush, pero muchos conservadores habían dejado el Partido Reformado después de los pobres resultados de Buchanan en el año 2000.
Un grupo de partidarios de Nader en el 2000 abogaron por Vote to Stop Bush (vota para detener a Bush), una declaración que instaba a los votantes en los estados decisivos a que votaran a Kerry, para prevenir un segundo mandato del Presidente George W. Bush. Incluso el que fue candidato a vicepresidente para Nader en 1996 y 2000, Winona LaDuke, abogó por Kerry, y también Michael Moore, que defendió a Nader en la campaña del año 2000. Otro enfoque fue tomado por “RalphPlease.org”, que reunió como promesa contribuciones condicionales – para donar a Ciudadano Público si Nader se retiraba de la carrera electoral.
La campaña de Nader sostuvo que las donaciones recibidas eran dadas por "personas que coincidían con él en las cuestiones y querían que él llevara el mensaje al público." Nader también afirmó a esas alegaciones señalando que el oponente Demócrata John Kerry recibió $10,7 millones de dólares de donantes que también contribuyeron a Bush o a algún otro candidato Republicano - casi 100 veces lo que Nader recibió, $111.700.
Un número significante de progresistas criticaron a Nader que intentara cambiar el sistema electoral mediante una campaña presidencial poco práctica, señalando que es improbable que un candidato presidencial o de un partido minoritario gane las elecciones bajo el actual sistema. Los partidarios de Ralph Nader a menudo contestaron que una oferta presidencial alternativa puede ser extremadamente valiosa (por ejemplo, planteando cuestiones importantes y realzando un diálogo de otra forma dominado por el dinero e inanimado), a pesar del número de votos que el candidato reciba. Algunos demócratas, entre ellos Howard Dean, argumentaron que Nader no debería presentarse para presidente sino que en vez de ello debería concentrarse en promover leyes de acceso a las elecciones más justas, una reforma en la financiación de campañas, y métodos alternativos de votación. Sin embargo, los partidarios de Nader pensaron que tales pretextos eran insinceros y fuera de contexto. Nader alega ser un líder defensor de sistemas de elecciones representativas, a pesar de no ser un miembro del mayor grupo de interés sobre la reforma de ley en América y que nunca ha trabajado para cambiar el proceso electoral en medio de elecciones. Mientras que el sistema del Partido Demócrata ha demostrado reiteradamente su oposición a métodos de votación alternativos, un grupo creciente de jóvenes demócratas, muchos de los que abogaron por Howard Dean, ven la ley de reforma de las elecciones como parte de una cuestión mayor de derechos de voto.

#### Resultados
Nader recibió muchos menos votos de los que recibió en el 2000, cayendo de unos 2,9 millones de votos (2,74 % del voto popular) a poco más de 459.000 (menos del 0,4 por ciento). El voto por Nader le situó solo a unos 63.000 votos del candidato que quedó en cuarto puesto, Michael Badnarik del Partido Libertario, que apareció en las elecciones de 49 estados. Los temores de que Nader pudiera jugar un rol de Esquirol que pudiera dañar a los demócratas se probaron infundados en contra de lo acontecido en el 2000, el margen de fracaso de Kerry en los estados donde ganó Bush fueron sustancialmente mayores a los votos reunidos por Nader.

### 2008
El 24 de febrero Nader presentó de nuevo su candidatura independiente a presidente de los Estados Unidos. El candidato a la vicepresidencia fue Matt González, abogado de San Francisco.

## Información personal
Nader nunca se ha casado, y ha rechazado los rumores de ser gay mientras se presentaba para presidente en el 2000. De acuerdo con el Mandatorio de Revelación Financiera que presentó a la Comisión Electoral Federal en el 2000, Nader era dueño de más de $3 millones en acciones y fondos mutuos; su mayor participación única valía más de $1 millón de los valores de Cisco Systems, Inc.  El activo neto total de Nader rondaba entre los $4,1 millones y los $5 millones. Sin embargo, este defensor del consumidor ha hecho más de $15 millones a lo largo de su vida, aunque en su mayoría los ha regalado.
El estilo de vida de Ralph Nader es inusualmente austero para una celebridad estadounidense[cita requerida] (Nader ha aparecido cuatro veces en el show televisivo de la NBC Saturday Night Live, incluyendo la vez que presentó el show el 17 de enero de 1977; así como también en la película de 2005 Fun with Dick and Jane junto a Jim Carrey y Téa Leoni). Nader habita un modesto apartamento en Washington D. C., equipado con una televisión en blanco y negro, que solo ve raramente. Su atención se focaliza en el trabajo de cruzadas en el interés público. Nader ha donado la inmensa mayoría de sus ganancias a lo largo de su vida (por derechos de autor, conferencias, trabajo legal, y así sucesivamente) para patrocinar causas de interés público.
Las duras e inflexibles críticas a maldades corporativas y políticas le han forjado una reputación de un enfadado y pesimista "sermonero nacional". Aun así, a pesar de esta caricatura, que sin duda refleja la seriedad e intensidad con que Nader afronta su trabajo, personas íntimas de Ralph Nader generalmente hablan de su persistente optimismo, su permanente sentido del humor y su indefectible ingenio.

### Artículos escritos por Ralph Nader
- Nader, Ralph y Kevin Zeese. The "I" Word. Boston Globe. 31 de mayo de 2005. Nader llama a la impugnación del Presidente George W. Bush.

### Discursos y entrevistas seleccionadas
- Chowkwanyun, Merlin "The Prescient Candidate Reflects: An Interview with Ralph Nader", Counterpunch, 16-12-2004

### Videos
- Apariciones en Video de Ralph Nader Archivado el 21 de septiembre de 2005 en Wayback Machine. en C-SPAN en formato RealVideo. Apariciones grabadas desde 9 de abril de 2000 - presente. Recuperadas en 6 de junio de 2005.
- A Call to Civic Engagement, online vídeo of speech given on August 18th 2005 in Montreal.
- Entrevista en línea por vídeo en Achievement.org
- Ralph Nader habla en la convención del Partido Reformado, 2004 Archivado el 13 de febrero de 2006 en Wayback Machine. - Proporcionado por C-SPAN en formato RealVideo.
- On Corporate & Government Responsibility Charla en UC Berkeley 26 de abril de 2002

### Sitios web Pro-Nader
- Ralph Nader for President in 2008
- National Nader in 2004 Meetup Archivado el 20 de noviembre de 2004 en Wayback Machine.
- NaderNow (Blog no oficial Pro Nader)
- Greens for Nader
- Students For Nader
- The Letters in latin languages
- Unofficial Vote4Nader Blog
- Nader for President blog
- Official Nader Store

- Datos: Q193156
- Multimedia: Ralph Nader / Q193156
- Citas célebres: Ralph Nader